# Hammond River (Middle Fork Koyukuk River)
Der Hammond River ist ein etwa 74 Kilometer langer rechter Nebenfluss des Middle Fork Koyukuk River im zentralen Norden des US-Bundesstaats Alaska. Der Flussname tauchte erstmals auf einer Landkarte aus dem Jahr 1899 von T. G. Gerdine vom U.S. Geological Survey (USGS) auf.

## Flusslauf
Der Hammond River entspringt im Osten der Endicott Mountains, ein Teilgebirge der Brookskette, an der Südflanke des 1863 m hohen Alhamblar Mountain. Er fließt in überwiegend südlicher Richtung durch das Gebirge und mündet schließlich 6,5 km nordnordöstlich von Wiseman von rechts in den Middle Fork Koyukuk River. Der Dalton Highway und die Trans-Alaska-Pipeline überqueren den Fluss unmittelbar oberhalb der Mündung.

## Einzugsgebiet
Der Hammond River entwässert ein etwa 628 km² großes Areal in der Brookskette. Das Einzugsgebiet des Hammond River grenzt im Westen an die Einzugsgebiete von Glacier River und Clear River, im Nordwesten an die Quellregion des North Fork Koyukuk River sowie im Osten an das Einzugsgebiet des Dietrich River und das des oberstrom gelegenen Middle Fork Koyukuk River.

## Schutzgebiet
Der Hammond River oberhalb der Einmündung des Canyon Creek bei Flusskilometer 11 verläuft innerhalb des Gates-of-the-Arctic-Nationalparks.